# Frank DeCicco
Frank DeCicco alias Frankie D und Frankie Cheech (* 5. November 1935 in Bath Beach, Brooklyn, New York City; † 13. April 1986 in Dyker Heights, Brooklyn) war ein italo-amerikanischer Mobster und Mitglied der Gambino-Familie der Amerikanischen Cosa Nostra. DeCicco war an der Ermordung des Gambino-Bosses Paul Castellano beteiligt.

## Frühe Jahre
DeCicco war Sohn des Gangsters Vincent „Boozy“ DeCicco, der aus Benevento, Italien stammte. Dieser war einfaches Mitglied (it.: „Soldato“) in der Gambino-Familie und außerdem Alkoholiker, was zu seinem Spitznamen geführt hatte.
DeCicco wuchs in Bath Beach, Brooklyn auf, lebte später als Erwachsener in Staten Island im Bundesstaat New York. Sein Bruder George DeCicco war Mitglied der Gambino-Familie. Er hatte noch eine Schwester namens Betty DeCicco.
Franks Onkel war ebenfalls Berufsverbrecher und Caporegime in der Gambino-Familie.
Frank hatte zwei Kinder, Vincent und Grace DeCicco. Franks Neffe war Robert DeCicco, der ebenfalls Gangster bei der Gambino-Bande war.
DeCicco hatte silbergraues Haar, das er schwarz einfärbte. Er betrieb illegale Spielkasinos in Brooklyn und Manhattan und einen Social Club in Bensonhurst, Brooklyn.

## Protegee Castellanos
Zwischen den späten 1960ern und den frühen 1970ern wurde er Teil der Gambino-Familie und diente zunächst als „Soldato“. 1973 raubte er zusammen mit dem späteren „Underboss“ der Lucchese-Familie, Diamantenhändler und LKW-Fahrer aus. Beim Geldeintreiben schreckte er auch nicht vor der Anwendung physischer Gewalt zurück.
DeCicco wurde vom Gambino-Boss Paul Castellano, der wie er auch aus Bath Beach stammte, protegiert. DeCicco war eng mit Gambino-Capo James Failla befreundet. Die Crew, der DeCicco angehörte, war die mächtigste in der Gambino-Familie. Ihr gehörten die Assoziierten (en: „Associate“) Joseph Watts, John Gottis Chauffeur und Bodyguard, Joseph Paruta und Vito Rizzuto Sr. an.
DeCicco war stark in das sogenannte Labor-Racketeering verstrickt; er hatte eine Position in der Transportarbeiter-Gewerkschaft International Brotherhood of Teamsters inne. Es handelte sich aber um einen „no show job“, der nur zur Tarnung diente, aber trotz Nichtanwesenheit (engl. „no show“) von der Gewerkschaft bezahlt wurde.
DeCicco nahm oft an Treffen im Castellanos Haus in Todt Hill auf Staten Island teil.

## Morde an Scibetta und DeMeo
1978 befahl Castellano DeCicco mithilfe der Crew von Salvatore Gravano das Gambino-Mitglied Nicholas Scibetta zu ermorden. Castellano war über Scibettas Drogen- und Alkoholkonsum empört. Außerdem war er in Streitigkeiten mit anderen Familienmitgliedern verwickelt. Scibetta war der Schwager seines Freundes Sammy Gravano, dennoch führte er den Befehl zusammen mit Liborio „Louie“ Milito und Joseph „Stymie“ D’Angelo Sr. aus. Scibetta wurde offenbar Opfer einer Lupara bianca und verschwand Ende 1978 spurlos.
1983 befahl Castellano DeCicco den Gambino-Capo Roy DeMeo zu ermorden. DeMeos Crew soll bis zu 200 Auftragsmorde begangen haben. Castellano machte sich Sorgen, dass DeMeo ein Pentito werden könnte. DeCicco beauftragte die Gambino-Soldati Anthony Senter und Joseph Testa mit der Tat. Am 10. Januar 1983 ermordeten sie DeMeo.

## Morde an Castellano und Bilotti
1985 beschlossen DeCicco und John Gotti den eigenen Boss Paul Castellano und den neuen Underboss, Thomas Bilotti zu ermorden. Innerhalb der Gambino-Familie hatte es schon länger Unzufriedenheit über Castellanos Führungsstil und seine Fokussierung auf Wirtschaftskriminalität gegeben; insbesondere da auch die Gotti-Crew nicht von diesen Aktivitäten profitierte.
Außerdem war die Gotti-Crew intensiv in den Drogenhandel verstrickt, was innerhalb der Amerikanischen Cosa Nostra eigentlich untersagt war und die Nichtbeachtung somit wiederum die Autorität von Castellano in Frage stellte.
Letztendlich löste Gotti den Konflikt in seinem Sinne; die Verschwörer Gravano, Gotti, Joseph Armone und Frank Locascio lockten Castellano in eine Falle. Er wurde von DeCicco und James Failla ins Sparks Steakhouse in Midtown Manhattan eingeladen.
Am 16. Dezember 1985 wurden Castellano und Bilotti vor dem Steakhouse ermordet.
Nach der Ermordung, wurde Gotti zum neuen Boss gewählt. Gotti bestimmte DeCicco zum neuen Underboss. Gravano hatte DeCicco dazu aufgefordert, selbst Boss zu werden, woraufhin dieser zu Gravano sagte:

“John's fucking ego is too big. I could be his underboss, but he couldn't be mine. Look, he's got balls, he's got brains, he's got charisma. If we can control him to stop the gambling and all of his flamboyant bullshit, he could be a good boss. Sammy, I'll tell you what. We'll give him a shot. Let him be the boss. If it don't work within a year, me and you, we'll kill him. I'll become the boss, and you'll be my underboss, and we'll run the family right.”

„Johns verdammtes Ego ist zu groß. Ich kann sein Underboss sein, aber er niemals meiner. Sieh, er hat Eier, er hat Köpfchen, er hat Charisma. Wenn wir ihn dazu bringen, das Glücksspiel und diesen ganzen grellen Scheißdreck zu beenden, könnte er ein guter Boss sein. Sammy, ich sag dir was. Wir versuchen’s mit ihm. Lass ihn Boss sein. Wenn es in nach einem Jahr nicht funktioniert, bringen wir ihn um. Dann werde ich Boss, du mein Underboss und wir führen die Familie richtig.“

## Ermordung DeCiccos
Die Ermordung Castellanos hatte den Boss der Genovese-Familie Vincent Gigante erbost. Die Ermordung eines Mafia-Bosses war laut mafiainternem Gesetz nur möglich, wenn die „Mafia Commission“ dies abgesegnet hatte. Die Commission war ein Rat, dem Vertreter der fünf New Yorker Familien und des Chicago Outfits angehörten. Es war die „letzte und oberste Instanz“ der US-amerikanischen Mafia. Gigante saß dieser Commission vor und war Verbündeter Castellanos gewesen.
Gigante bat den Lucchese-Boss Victor Amuso und den Underboss Anthony Casso die Ermordung Gottis zu planen.
Im November 1997 sagte Casso, der zu diesem Zeitpunkt ein Informant der Regierung war, dass der Assoziierte der Genovese-Familie Herbert Pate mit der Ermordung Gottis beauftragt worden sei. Außerdem schrieb Casso in seiner Biographie, dass er DeCicco vor dem Attentat gewarnt habe, etwas gegen Castellano zu unternehmen

“The plotters reportedly used a bomb to divert suspicion toward Sicilian hoods, who often use explosives. Pate, who had no links to the Gambino family, was unlikely to be recognized by mobsters while staking out DeCicco.”

„Die Hintermänner wollten eine Bombe benutzen, um den Verdacht auf Sizilianer zu lenken, da diese oft Bomben benützten. Pate, der keine Verbindung zum Gambino-Clan hatte, wurde beim Ausspähen DeCiccos nicht von den Gambino-Männern verdächtigt.“

Am 13. April 1986 fuhr Pate zum „Veterans & Friends Social Club“ in Dyker Heights, Brooklyn, wo er Gotti und DeCicco vermutete. Er brachte unauffällig eine Bombe an DeCiccos Autos an.
DeCicco bestieg kurze Zeit später das Auto, neben dem Auto stand der Lucchese-Soldato Frank „Frankie Hearts“ Bellino. Pate, verwechselte Bellino mit Gotti und zündete die Bombe, die DeCicco sofort tötete. Bellino verlor zahlreiche Zehen, überlebte aber.

“I saw Frankie DeCicco laying on the ground beside the car. With the fire, it could blow up again. I tried to pull him away. I grabbed a leg, but he ain't coming with it. The leg is off. One of his arms is off. I got my hand under him and my hand went right through his body to his stomach. There's no ass. His ass, his balls, everything, is blown completely off.[…] I was wearing a white shirt. I looked at my shirt, amazed. There wasn't a drop of blood on it. The force of the blast, the concussion, blew most of the fluids out of Frankie's body. He had no blood left in him, nothing, not an ounce.”

„Ich sah Frankie DeCicco auf der Erde neben seinem Auto liegen. Wegen des Feuers hätte eine zweite Explosion folgen können. Ich versuchte ihn wegzuziehen. Ich schnappte mir ein Bein, aber ich konnte ihn nicht wegziehen, das Bein war ab. Ein Arm war ab. Ich legte meine Hand unter seinen Körper und die Hand ging direkt in seinen Magen. Da war kein Arsch, keine Eier, alles war komplett weggesprengt. […] ich trug ein weißes T-Shirt. Ich sah mein Shirt an und war erstaunt. Es war nicht ein Tropfen Blut drauf. Die Gewalt der Explosion hatte die Flüssigkeiten aus Frankies Körper geschleudert, da war keine Blut mehr in ihm, nichts, nicht eine Unze.“

## Nach dem Tod
Der Agent der Drug Enforcement Administration, Edward Magnuson sagte aus, dass ihm ein Informant gesagt hatte, Gotti sei sehr wütend gewesen und hätte von einem neuen Bandenkrieg gesprochen. Gotti ernannte Capo Joseph Armone zum neuen Underboss.
Die Diözese Brooklyn verweigerte DeCicco die Heilige Messe. DeCicco wurde auf dem Moravian Cemetery in New Dorp, New York beigesetzt.

## Kulturelle Rezeption
- 1996: Im Fernsehfilm Der Untergang der Cosa Nostra wird DeCicco von Robert Miranda dargestellt.
- 1998: Im Fernsehfilm The Mob – Der Pate von Manhattan (OT: Witness to the Mob) wird DeCicco von Frank Vincent verkörpert.
- 2018: Im Kinofilm Gotti wird DeCicco von Chris Mulkey verkörpert.